# 愛知県立猿投農林高等学校
愛知県立猿投農林高等学校（あいちけんりつさなげのうりんこうとうがっこう）は、愛知県豊田市にある公立の高等学校（農業高等学校）。

## 校訓
- 質実剛健

## 学科
- 農業科
- 林産工芸科
- 環境デザイン科
- 生活科学科

## 沿革

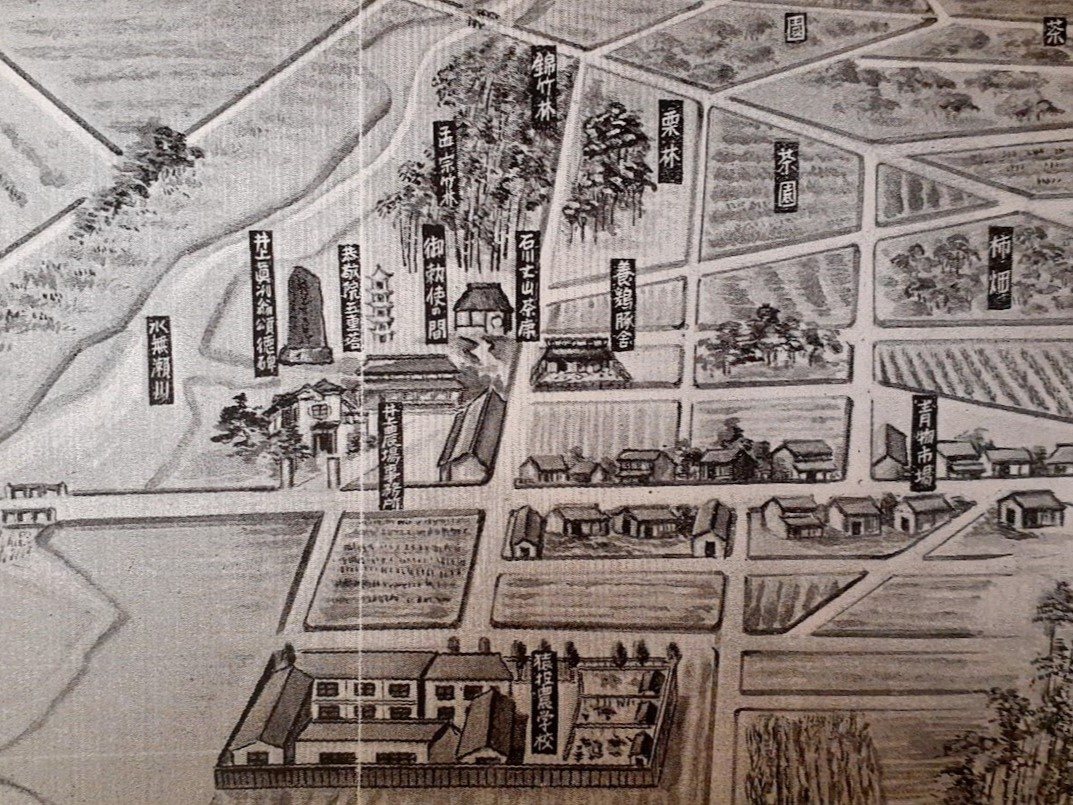
猿投農学校（下）と井上農場

### 愛知県移管の経緯
1906年（明治39年）、西加茂郡高橋村に西加茂郡立農学校として設立された。1923年（大正12年）に郡制が廃止される際、西加茂郡から愛知県への移管が検討されたが、愛知県は学校の規模が小さい西加茂郡立農学校を県立学校にすることに難色を示した。
実業家の井上徳三郎は西加茂郡猿投村にある井上農場の敷地7000坪を校舎および実習地の用地として愛知県に寄付し、校地の移転とともに愛知県への移管が行われた。猿投農林高校がある井上町の町名は井上徳三郎に由来する。

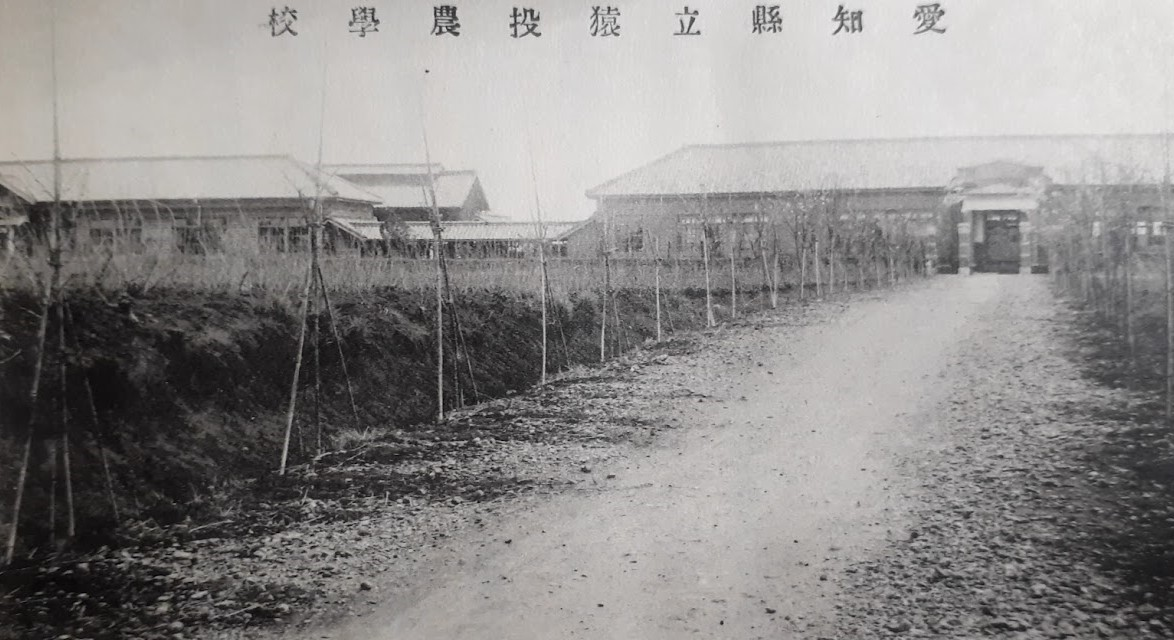
愛知県猿投農学校（1926年）
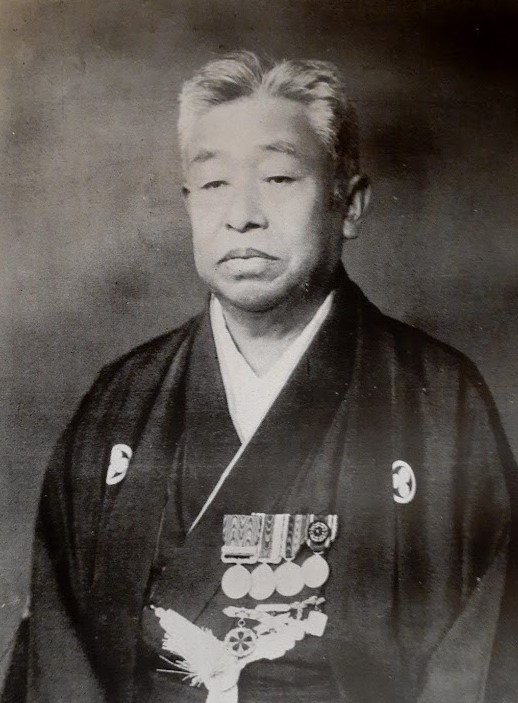
現校地を寄付した井上徳三郎
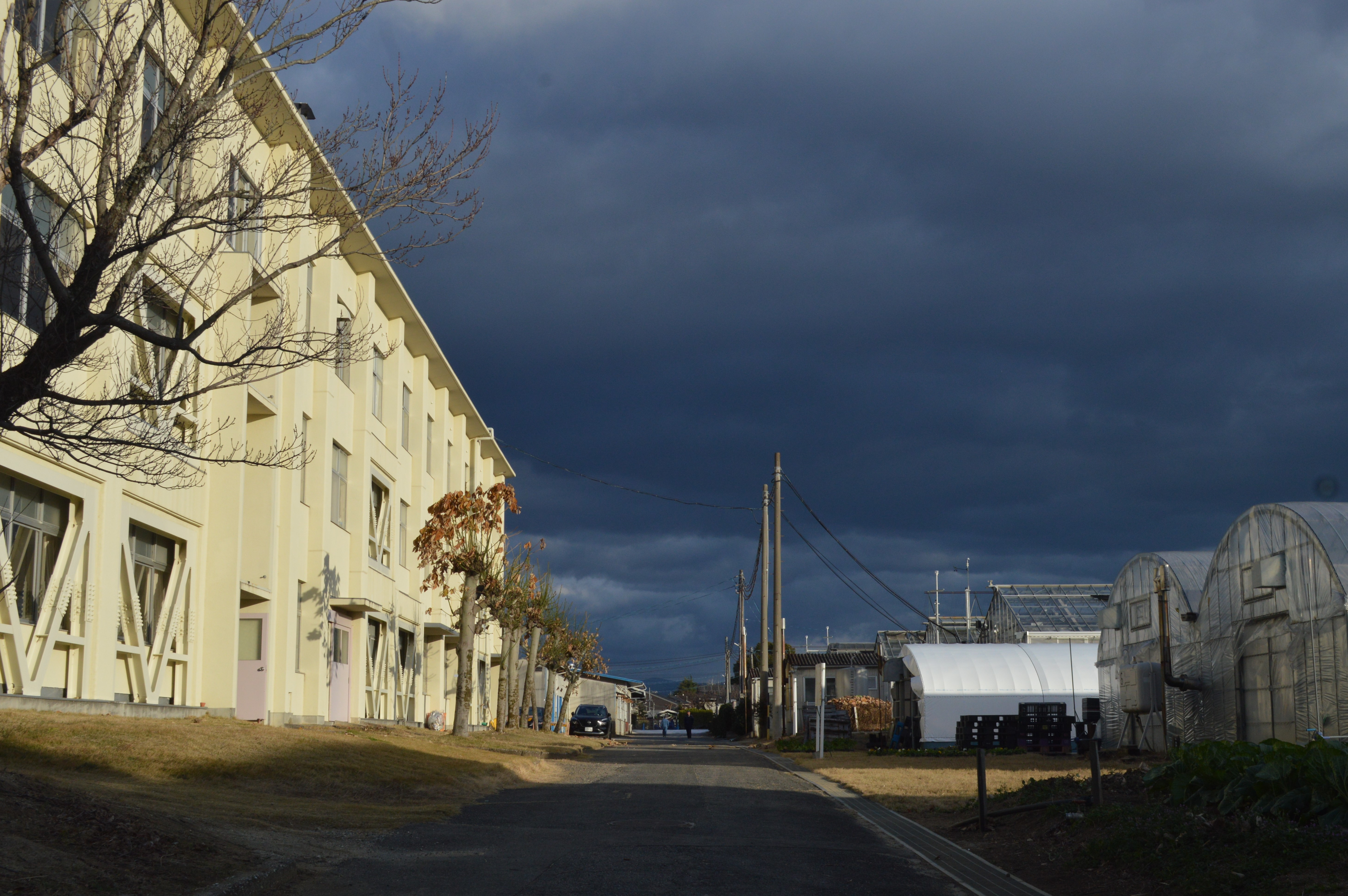
西門と校舎

### 年表
- 1906年（明治39年） - 西加茂郡高橋村に西加茂郡立農学校として設立。
- 1923年（大正12年） - 西加茂郡猿投村に移転。愛知県猿投農学校と改称。
- 1944年（昭和19年） - 農林科設置。
- 1946年（昭和21年） - 愛知県猿投農林学校と改称。
- 1948年（昭和23年） - 学制改革により愛知県立猿投農林高等学校と改称。
- 1948年（昭和23年）10月 - 愛知県立加茂高等学校猿投分校と改称。全日制は農業科・農林科。定時制設置（農業科）。
- 1949年（昭和24年） - 愛知県立猿投農林高等学校として独立。松平分校・足助分校・旭分校・藤岡分校・小原分校を設置。
- 1951年（昭和26年）4月 - 足助分校が愛知県立足助高等学校として独立。
- 1951年（昭和26年） - 長久手分校を設置。
- 1955年（昭和30年） - 長久手分校が愛知県立長久手高等学校として独立。
- 1957年（昭和32年） - 農村家庭科を設置。定時制募集停止。
- 1961年（昭和36年）4月 - 松平分校を愛知県立足助高等学校に移管。
- 1963年（昭和38年） - 農林科を林業科に、農村家庭科を生活科に改称。
- 1968年（昭和43年）4月 - 旭分校を愛知県立足助高等学校に移管。
- 1971年（昭和46年） - 緑地土木科を設置。
- 1972年（昭和47年） - 藤岡分校・小原分校、愛知県立足助高等学校旭分校を統合して愛知県立加茂丘高等学校が開校。
- 1990年（平成2年） - 林業科を林産工芸科に改称。
- 1992年（平成4年） - 生活科を生活科学科に改称。
- 2003年（平成15年） - 緑地土木科を環境デザイン科に改称。

## 学校行事

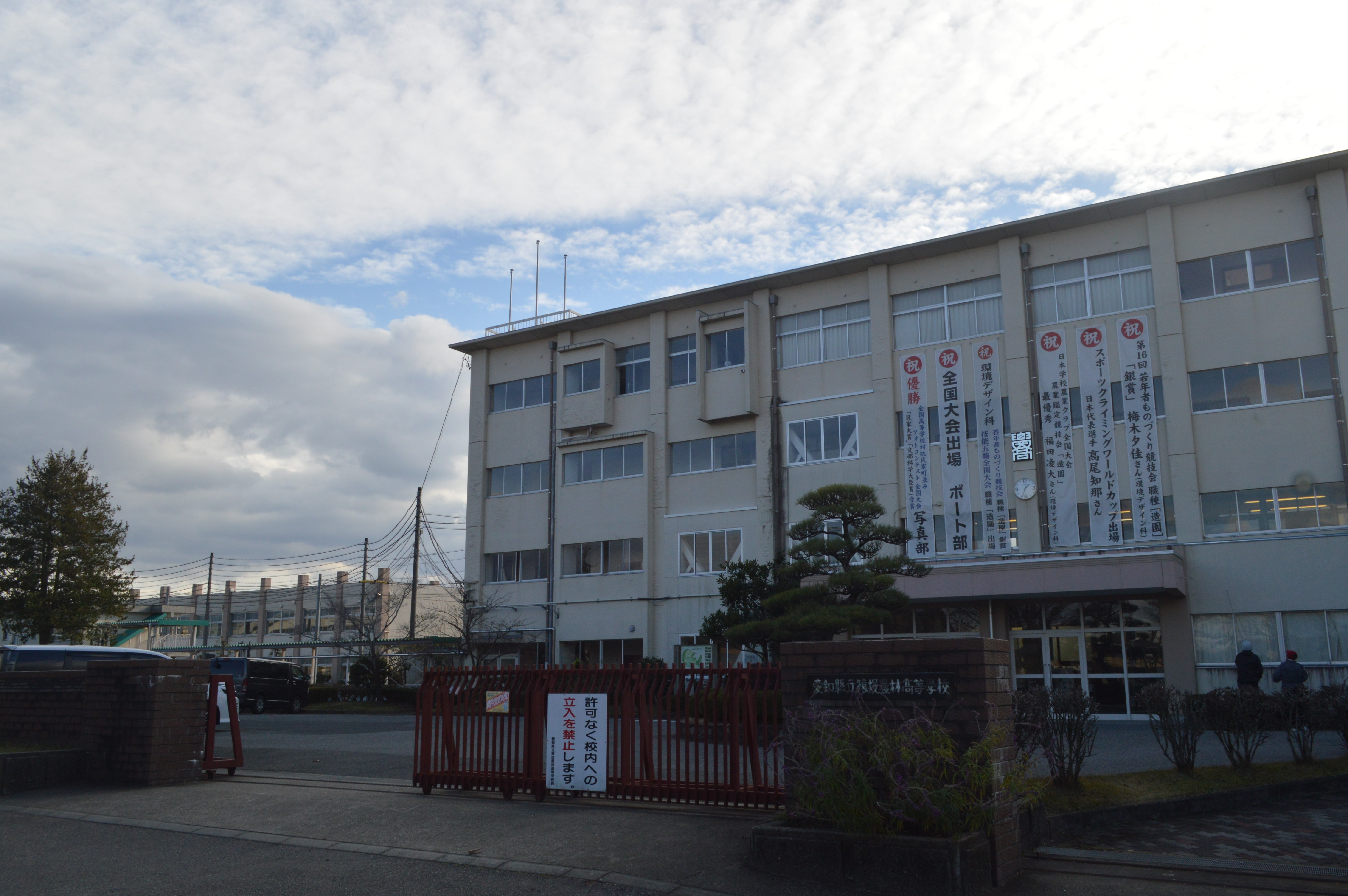
正門と校舎

- 4月：入学式
- 5月：校外学習（1年生）
- 6月：球技大会
- 8月：中学生一日体験入学
- 9月：体育祭
- 11月：学校祭
- 12月：修学旅行（2年生 / 沖縄）
- 3月：卒業式

## 部活動

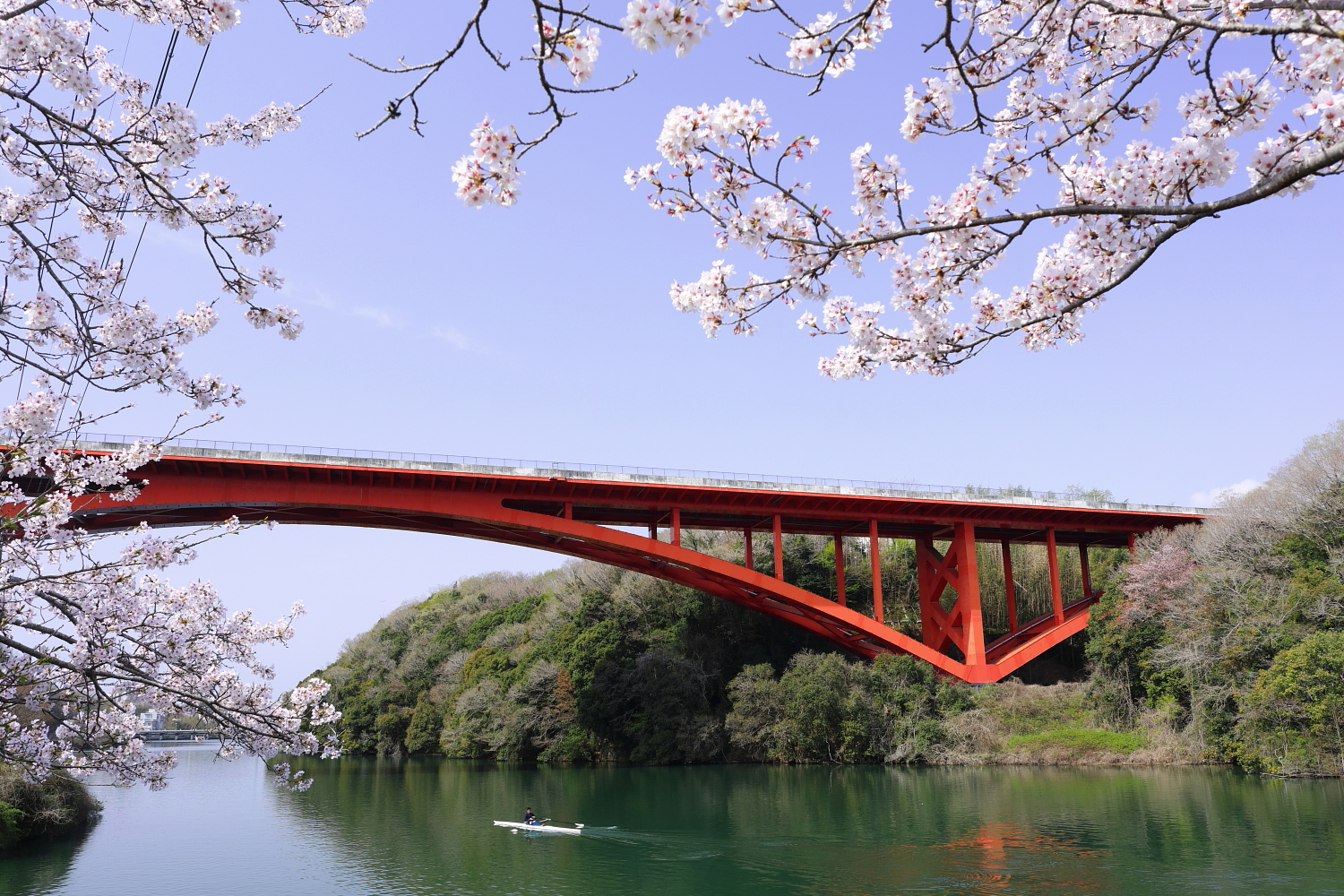
ボート部が練習を行う勘八峡

### 運動部
- ボート部 - 全国的な強豪として知られており、勘八峡などで練習を行っている[3]。
- 野球部
- バドミントン部
- ソフトテニス部
- バスケット部
- 陸上部
- 弓道部
- 卓球部
- ダンス部

### 文化部
- 美術部
- 写真部
- 茶道部
- 華道部
- 手芸部
- パソコン部

## 出身者
- 岩月孝敏（英語版） - 男子ボート選手。1992年バルセロナ五輪出場。
- 大石綾美（英語版） - 女子ボート選手。2016年リオデジャネイロ五輪出場[4]。
- 久野知英 - 政治家、元みよし市長。

## 交通アクセス
- 名鉄三河線猿投駅から徒歩約11分